# Toluca (Illinois)
Toluca je grad u američkoj saveznoj državi Ilinois. Prema popisu stanovništva iz 2010. u njemu je živjelo 1.414 stanovnika.